# Плаксино (Никольский район)
Плаксино — деревня в Никольском районе Вологодской области.
Входит в состав Краснополянского сельского поселения, с точки зрения административно-территориального деления — в Краснополянский сельсовет.
Расстояние до районного центра Никольска по автодороге — 10 км. Ближайшие населённые пункты — Кожаево, Дор, Козловка.
По переписи 2002 года население — 65 человек (33 мужчины, 32 женщины). Всё население — русские.